# Diogo Canina
Diogo Canina é um atleta de BMX. Em 2008 e 2009 foi duas vezes medalhista de prata dos X Games no BMX Parque. Em 2008 foi chamado apenas para a lista de espera, mas como o piloto Mike Aitken não pode participar do evento, Diogo ganhou uma vaga e acabou ficando com a medalha de prata. Em 2009 em sua segunda participação, ele entrou como um dos favoritos para a medalha de ouro, mas acabou novamente com a de prata, atrás do piloto americano Scotty Cranmer por apenas um ponto de diferença. Diogo Canina é também economista formado com honra pela East Carolina University, Carolina do Norte.